# Kvarteret Parcas

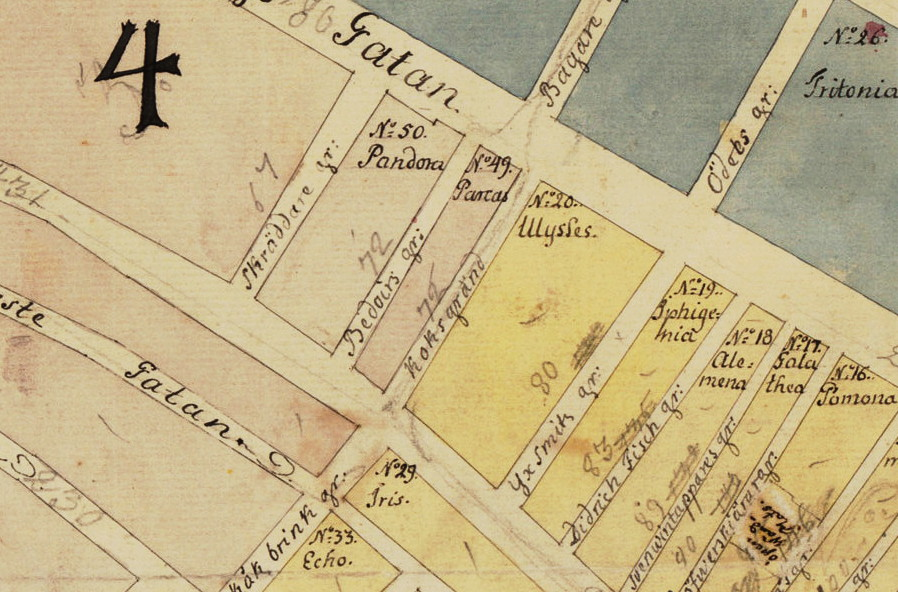
Kvarteret Parcas m.fl. 1733 (norr är nedåt).

Kvarteret Parcas är ett kvarter i Gamla stan, Stockholm. Kvarteret omges av Kåkbrinken i norr, Västerlånggatan i öster, Bedoirsgränd i söder och Stora Nygatan i väster. Kvarteret består av en enda fastighet: Parcas 1.

## Namnet
Nästan samtliga kvartersnamn i Gamla stan tillkom under 1600-talets senare del och är uppkallade efter begrepp (främst gudar) ur den grekiska och romerska mytologin. Ursprunget till namnet Parcas är dock något oklart och kan vara en feltolkning eller felläsning av äldre dokument. På 1716 års tomtkarta över Gamla stan betecknas kvarteret med ”ee” (Arcus eller Arcas). I den grekiska mytologin var Arkas son till Kallisto och Zeus och stamfader till arkadiska folket. Nuvarande kvartersnamnet Parcas etablerades 1733 av Petrus Tillaeus.

## Kvarteret

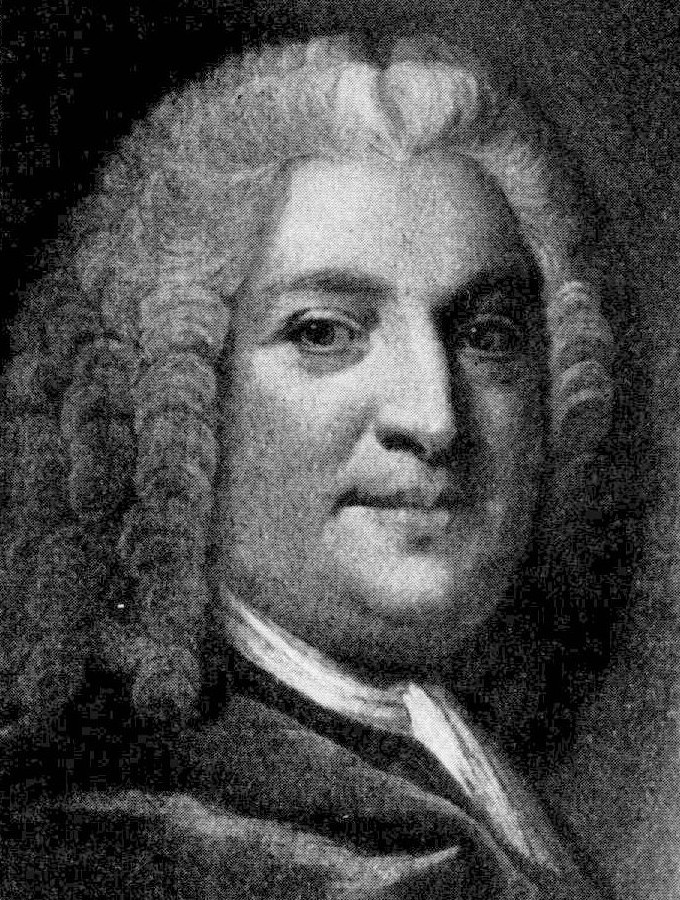
Jean Bedoire.

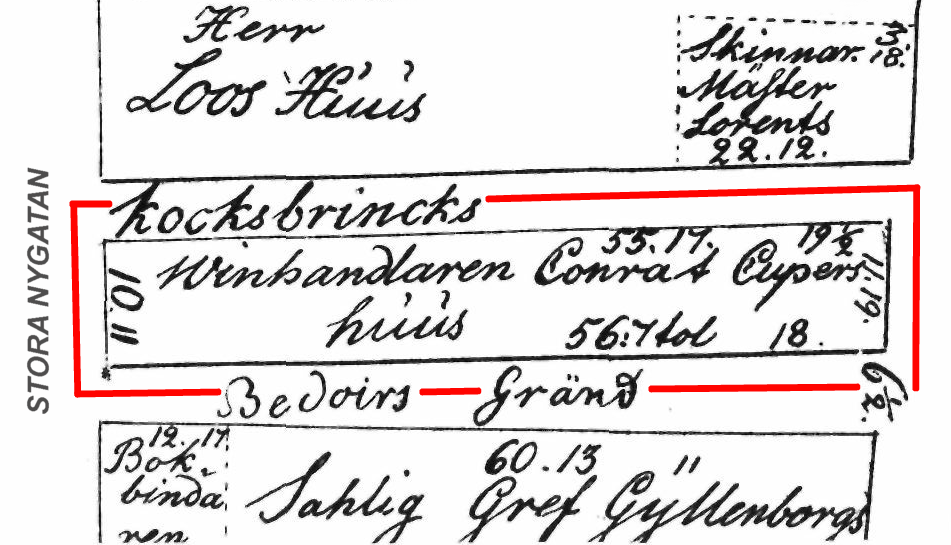
Tomtkarta från 1693.

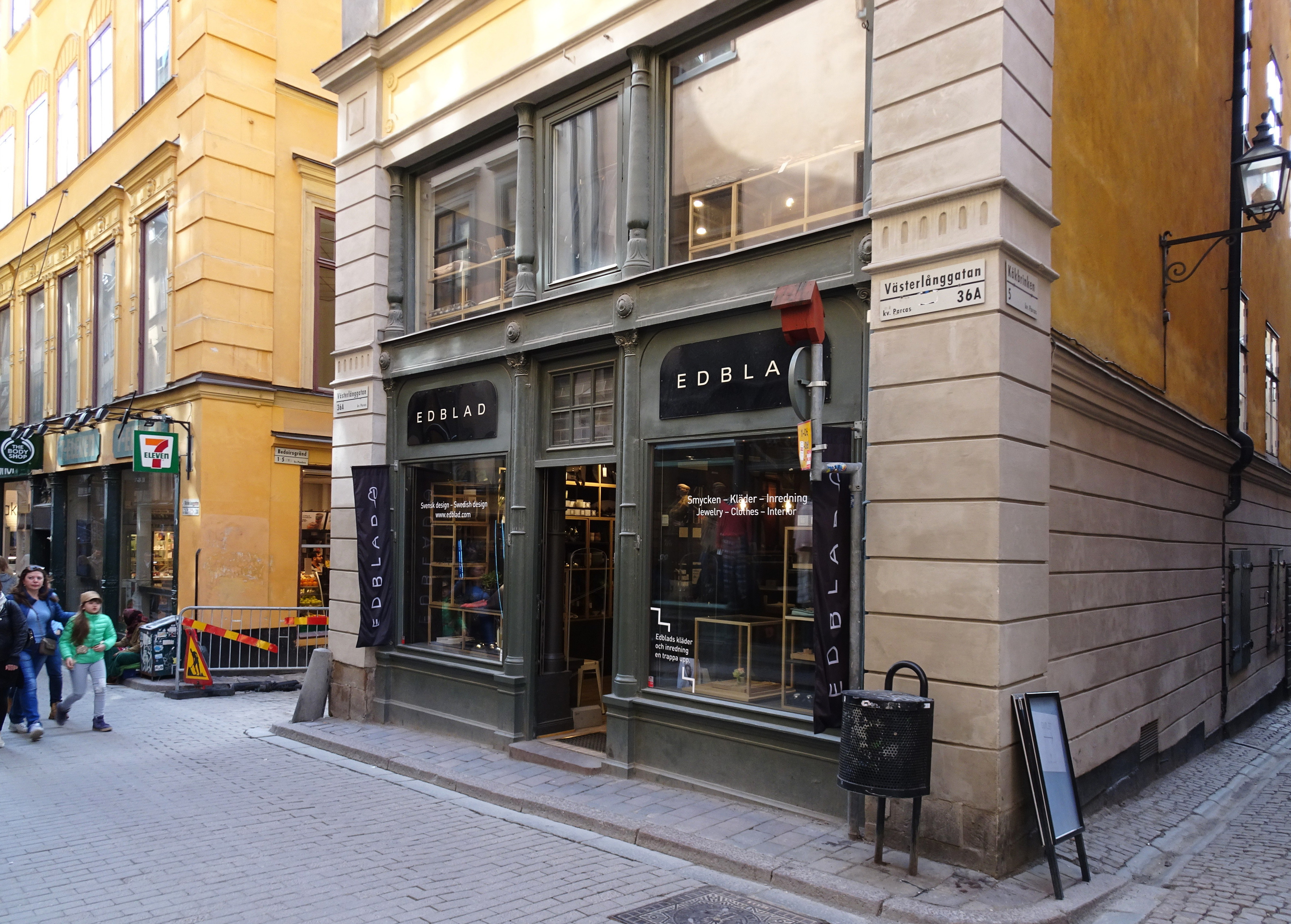
Västerlånggatan 36A, 2016.

Kvarteret är långsmalt och mäter vid Stora Nygatan bara 10,11 alnar (motsvarande cirka 6 meter) och vid Västerlånggatan 11,19 alnar (motsvarande cirka 6,7 meter). Hela kvarteret består av en enda byggnad. 
På 1690-talet ägde vinhandlaren Conrat Cuper (eller Konrad Kuyper) kvarteret. Till granne i kvarteret Ulysses hade han den förmögne brukspatronen Johan Lohe. Efter Kuyper övertogs fastigheten av hans svärson, köpmannen Jean Bedoire den yngre (1683–1753). Han gjorde sig en förmögenhet med bland annat salthandel och hörde vid sin tid till Sveriges rikaste personer. Efter honom uppkallades den intilliggande gränden. 
På en tomtkarta från 1693 finns namnen Conrat Cuper och Bedoirs Gränd sida vid sida. Men vid den tiden kan släkten Bedoir inte knytas till kvarteret utan först med hjälp av kartmaterial från 1733. Förmodligen har grändnamnet infogats senare i tomtkartan. 
Huset Västerlånggatan 36A ägdes och beboddes under 1600-talets senare del av kamreren Bengt Hansson. Från hans tid finns några murar och takdekorationer bevarade. Nuvarande byggnad i kvarteret har snarlika fasader mot Västerlånggatan respektive Stora Nygatan. Butiksfasaden mot Västerlånggatan är dock mera påkostad och i två våningar samt dekorerad med gjutjärnskolonner. 
Kommerserådet Georg Henrik Conradi (1718–1795, adlad 1769), grosshandlare i Stockholm, direktör i Ostindiska kompaniet och grundare av handelshuset Koschell & Conradi, blev i början 1750-talet ägare av hela kvarteret Parcas. Han lät totalt ombygga husen och förse dem med vacker och präktig inredning, varav lämningar ännu finns kvar, såsom vackra trappuppgångar, stuckplafonder, panelningar, osv.  
Fasaderna fick sitt nuvarande utseende 1860 respektive 1869. Då var fastighetsägare köpmannen Carl August Slättengren som bedrev manufakturhandel i huset. En omfattande upprustning och modernisering av fastigheten genomfördes 1969 efter ritningar av arkitekt T. Lögberg. 